# Districtul Phakdi Chumphon
Phakdi Chumphon (în thailandeză ภักดีชุมพล) este un district (Amphoe) din provincia Chaiyaphum, Thailanda, cu o populație de 28.111 locuitori și o suprafață de 900,4 km².

## Componență
Districtul este subdivizat în 4 subdistricte (tambon), care sunt subdivizate în 47 de sate (muban).
| 1. | Ban Chiang | บ้านเจียง |  |
| 2. | Chao Thong | เจาทอง  |  |
| 3. | Wang Thong | วังทอง   |  |
| 4. | Laem Thong | แหลมทอง |  |